# Midland Classic Restorations
Midland Classic Restorations Limited ist ein britischer Hersteller von Automobilen.

## Unternehmensgeschichte
Dominic Mooney gründete am 21. Oktober 2009 das Unternehmen in Ombersley bei Droitwich Spa in der Grafschaft Worcestershire als Restaurierungsbetrieb. 2010 begann er mit der Produktion von Automobilen und Kits. Der Markenname lautet Midland Classic. Insgesamt entstanden bisher etwa fünf Exemplare.

## Fahrzeuge
Das einzige Modell ist der Sebring Sprite. Dies ist die Nachbildung des Austin-Healey Sprite in der Version des Coupé-Rennwagens Sebring Sprite. Die Basis bildet das Fahrgestell vom MG Midget.